# Carpobrotus rossii
Die Carpobrotus rossii ist eine Pflanzenart aus der Gattung Carpobrotus innerhalb der Familie der Mittagsblumengewächse (Aizoaceae). Man kann sie in Südaustralien als Bodendecker an Küsten finden, vor allem in Victoria und Tasmanien.

## Beschreibung
Die Carpobrotus rossii ist eine sukkulente Pflanze. Der Stängel erreicht eine Länge von 1 Meter oder mehr und weist einen Durchmesser von 3 bis 11 mm auf. Die Laubblätter sind mit 3,5 bis 10 cm Länge und 1 cm Breite oft etwas dicker als breit.
Der Blütenstiel ist 5 bis 28 mm lang. Die Blüten weisen einen Durchmesser von 3,5 auf 5,5 cm auf. Die Blütenhüllblätter sind bis zu 2,5 cm lang. Die meist 60 bis 160 Staminodien sind hell-purpurfarben und an ihrer Basis weiß. Es sind 100 bis 250 fertile Staubblätter vorhanden. Der Fruchtknoten ist kreiselförmig bis länglich-kreiselförmig. Es sind sechs bis zehn Griffel vorhanden.
Die purpurfarbene bis rote Frucht ist mit einer Länge von etwa 1,6 bis 2,2 cm in der Frontansicht kreiselförmig und in der Seitenansicht kugelig-ellipsoid. Die Samen sind 1,1 bis 1,4 mm lang.

## Nutzung
Aborigines essen die Frucht traditionell frisch und getrocknet. Die salzigen Blätter werden zu Fleisch gegessen.

## Trivia
Im Englischen wird die Pflanze auch als Pigface, Schweinegesicht bezeichnet.